# Karl Böckenhoff
Karl Böckenhoff (* 10. Juli 1870 in Schermbeck; † 9. Mai 1917 in Straßburg) war ein römisch-katholischer Geistlicher, Kirchenrechtler und Moraltheologe.

## Leben
Nach dem Abitur trat Karl Böckenhoff in das Collegium Borromaeum in Münster ein und studierte dort von 1890 bis 1893 an der Katholischen Königlichen Akademie Theologie und Philosophie. Am 19. Mai 1894 empfing er von Bischof Hermann Jakob Dingelstad das Sakrament der Priesterweihe und wurde anschließend zum Vikar an St. Lambertus in Dolberg ernannt.
1897 wurde Böckenhoff für drei Jahre zum Weiterstudium an der Päpstlichen Universität Gregoriana in Rom freigestellt. Während dieser Zeit lebte er im Priesterkolleg Santa Maria dell’ Anima und wirkte als Kaplan an der dazu gehörenden Deutschen Nationalkirche Santa Maria dell’Anima. Er war an verschiedenen Behörden der Kurie beschäftigt. In den Jahren 1900 und 1901 studierte Böckenhoff in Berlin Rechtswissenschaften, wurde 1901 mit einer Arbeit über De individuitate matrimonii an der Katholischen Königlichen Akademie in Münster zum Dr. theol. et iur. promoviert und übernahm 1902 ebendort eine Anstellung als Privatdozent. 1905 wurde er zum außerordentlichen Professor für Kirchenrecht an die Universität Straßburg berufen, 1908 wechselte er dort auf den Lehrstuhl für Moraltheologie.

## Schriften
- De individuitate matrimonii, Berlin 1901.
- Das apostolische Speisegesetz in den ersten fünf Jahrhunderten. Ein Beitrag zum Verständnis der quasi-levitischen Satzungen in älteren kirchlichen Rechtsquellen, Paderborn 1903.
- Speisesatzungen mosaischer Art in mittelalterlichen Kirchenrechtsquellen des Morgen- und Abendlandes, Münster 1907.
- Die Unauflöslichkeit der Ehe (= Glaube und Wissen, Heft 18), Münchener Volksschriftenverlag, München 1908.
- Katholische Kirche und moderner Staat. Das Verhältnis ihrer gegenseitigen Rechtsansprüche, Bachem, Köln 1911.
- Reformehe und christliche Ehe, Köln 1912.
- Ansprache bei der Weihnachts-Feier im Straßburger Festungslazarett XXV (Oberrealschule, Manteuffelstraße) am 24. Dezember 1914, Du Mont Schauberg, Straßburg 1914.
- Ehret die Ehe! Predigten gehalten beim akademischen Gottesdienste im Straßburger Münster, 2. Auflage, Herder, Freiburg 1915.
- Katholische Kirche und uneheliche Kinder. Ein theologisches Gutachten zur Stellungnahme des Caritasverbandes in seiner Eingabe an den Reichstag, Caritasverlag, Freiburg 1916.
- Das übernatürliche Leben. Sieben Fastenvorträge, Herder, Freiburg 1916.